# Guy Fournier
Pour les articles homonymes, voir Guy Fournier (hockey sur glace) et Fournier.
Guy Fournier (né le 23 juillet 1931 à Waterloo, au Québec) est un cinéaste et auteur québécois. Il a reçu l'Ordre du Canada. Il est le frère jumeau de Claude Fournier, lui aussi cinéaste. Père d'Éric Fournier, producteur (science friction), de Christian Fournier, scénariste (Chop Suey, Jasmine, Triplex et le film Les Boys... ) et oncle de Jean-Vincent Fournier, scénariste.

## Biographie
Guy Fournier a étudié en sciences économiques et en philosophie. Il a tenu pendant 20 ans une chronique humoristique dans le magazine Perspectives.
Il a entrepris sa carrière d'auteur au secteur jeunesse de la télévision de Radio-Canada, notamment aux émissions Le Grand Duc, CF-RCK et Les Enquêtes Jobidon.
On doit à Guy Fournier plusieurs séries à succès, diffusées des années 1970 aux années 1990 sur les ondes de la télévision québécoise, par exemple la comédie Peau de banane, coécrite avec son fils Christian Fournier, l'émission pour enfants La Boîte à surprises et les téléromans Ent' Cadieux, Jamais deux sans toi et sa suite, Les Héritiers Duval.
Il a aussi brièvement animé un jeu questionnaire appelé La Guerre des sexes dans les années 1980, en compagnie de son ancienne conjointe, Louise Deschâtelets.
De 1985 à 1987, il a aidé au lancement de Télévision Quatre-Saisons (depuis rebaptisée 'TQS' - V - Noovo) qui devait entrer en ondes en 1986.
En 2003, il est nommé président de l'Académie canadienne du cinéma et de la télévision, alors en pleine crise. Il renonce à ce poste deux ans plus tard quand la ministre du Patrimoine d'alors, Liza Frulla, le nomme président du c.a. de la Société Radio-Canada en février 2005. Son mandat, prévu pour quatre ans, prit fin abruptement après avoir été forcé de démissionner le 19 septembre 2006 à la suite d'une entrevue à l'émission Tout le monde en parle.
Il a également écrit plusieurs livres, dont deux sur la cuisine.

## Filmographie

### Cinéma
- 1974 : La Mer mi-sel
- 1975 : Jo Gaillard (série TV)
- 1983 : Maria Chapdelaine
- 1994 : Cœur à prendre (TV)
- 1994 : Mon amie Max

### Télévision
- 1958-1960 : La Boîte à surprises
- 1963-1965 : Rue de l'anse
- 1967-1968 : D'Iberville
- 1977-1980 : Jamais deux sans toi (1re série)
- 1982-1987 : Peau de banane
- 1987-1989 : L'Or et le Papier (écrit en collaboration avec Jean Chatenet)
- 1988-1989 : La Guerre des sexes (jeu télévisé) : coanimateur avec Louise Deschâtelets
- 1990 : Mount Royal (écrit en collaboration avec Wayne Grigsby)
- 1990-1992 : Jamais deux sans toi (2e série)
- 1995-1996 : Les Héritiers Duval (suite de Jamais deux sans toi, 3e série)
- 1993-1994 : Mon amour, mon amour : coanimateur avec Louise Deschâtelets
- 2004-2005 : Trudeau II: Maverick in the Making
- 2006-2007 : L'Avocat et le Diable : coanimateur remplaçant avec Louise Deschâtelets

## Postes occupés
- 1969-72 : Président du Comité de direction du centenaire de la Gendarmerie royale du Canada.
- 1978-79 : Vice-président du Comité consultatif des télécommunications et de la Souveraineté canadienne.
- 2005-06 : Président du conseil d'administration de CBC / Radio-Canada.

## Controverses
Guy Fournier fut nommé en 2005 président du conseil d'administration de Radio-Canada et CBC. Il s'est mis dans l'embarras à plusieurs reprises, d'abord le 9 mai 2006, alors que sur les ondes d'une station radiophonique du Nouveau-Brunswick, il émettait des doutes sur l'objectivité de Radio-Canada et de son rôle pour défendre l'unité canadienne. Quelques semaines plus tard, il s'entretenait avec un animateur de CHOQ-FM, la webradio des étudiants de l'Université du Québec à Montréal, et avouait en ondes le plaisir qu'il éprouvait à déféquer. L'entrevue fut archivée sur internet et alimenta de nombreuses conversations sur les blogues, jusqu’à trouver son chemin dans les journaux, en particulier à la célèbre émission québécoise Tout le monde en parle.
En septembre 2006, dans le cadre d'une chronique hebdomadaire dans le magazine à potins 7 Jours, il écrit : « Au Liban, la loi permet aux hommes d'avoir des relations sexuelles avec des animaux à condition qu'il s'agisse de femelles ! Faire la même chose avec des bêtes mâles peut entraîner la peine de mort.»
Or, une telle loi n'existe pas au Liban, et les propos tenus par écrit par Guy Fournier soulevèrent l'ire de la communauté libanaise, qui exigea immédiatement des excuses. La ministre canadienne du Patrimoine, Bev Oda, l'obligea à faire de même. Dans les jours qui s'ensuivirent, la ministre organisa le départ de M. Fournier qui tentait tant bien que mal de garder son poste en s'excusant pour ses propos scandaleux. Le chef du Bloc québécois, Gilles Duceppe, s'insurgea pareillement et demanda la démission du président. La ministre réclama publiquement la démission de Guy Fournier, qui a obtempéré le 19 septembre 2006.